# A.A. criminale cercasi
A.A. criminale cercasi (Dear Brat) è un film del 1951 diretto da William A. Seiter.

## Trama
È il terzo capitolo di una serie della Paramount dedicata a una tipica famiglia americana di provincia (il primo episodio fu Sessanta lettere d'amore). Qui la figlia minore del giudice Higgins, eterna combinaguai, s'è messa in testa di reinserire nella società un uomo dalla fedina penale inquietante. La ragazza si agita tanto che il poveraccio rischia, senza colpa, di tornare in galera.